# Roncus microphthalmus
Espèce
Synonymes
- Obisium microphthalmum Daday, 1889
- Roncus brignolii Beier, 1973

Roncus microphthalmus est une espèce de pseudoscorpions de la famille des Neobisiidae.

## Distribution
Cette espèce se rencontre en Azerbaïdjan, en Iran, en Turquie, en Géorgie et en Russie.

## Systématique et taxinomie
Cette espèce a été décrite sous le protonyme Obisium microphthalmum par Daday en 1889. Elle est placée dans le genre Roncus par Beier en 1932.
Roncus brignolii a été placée en synonymie par Schawaller en 1983.

## Publication originale
- Daday, 1889 : Adatok a Kaukázus álskorpió-faunájának ismeretéhez. Természetrajzi Füzetek, vol. 12, p. 16-22.